# Frontière entre le Nouveau-Mexique et le Texas

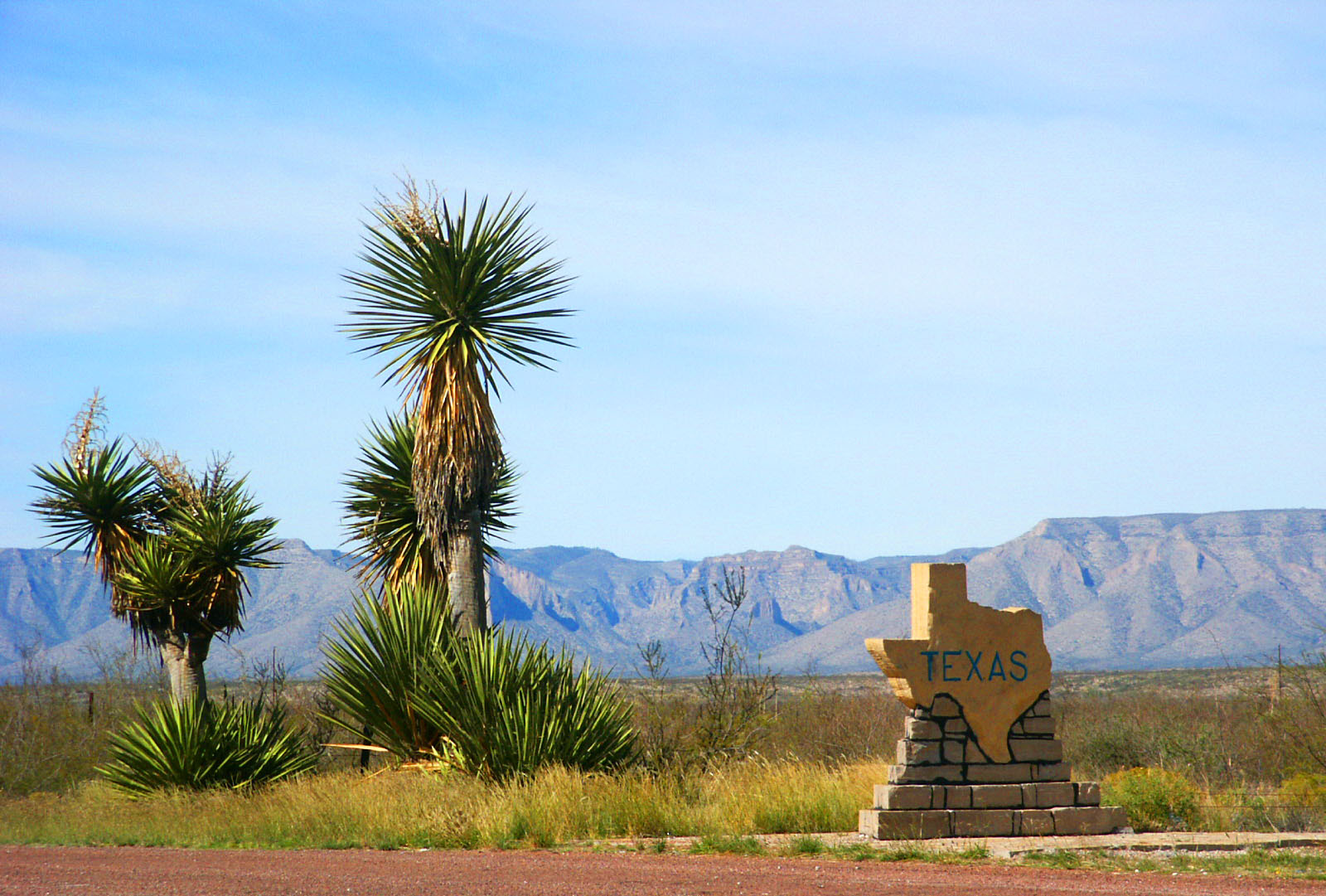
Entrée au Texas depuis la Nouveau-Mexique.

La frontière entre le Texas et le Nouveau-Mexique est une frontière intérieure des États-Unis délimitant les territoires du Texas à l'ouest et du Nouveau-Mexique à l'est.
Son tracé rectiligne suit d'abord le 37e parallèle nord sur 3,5 km vers l'ouest à partir du 103e méridien ouest, puis longe ce méridien jusqu'à son intersection avec le 32e parallèle nord qu'elle suit jusqu'à la rive droite du Rio Grande qu'elle longe ce parcours sinueux jusqu'à la frontière internationale américano-mexicaine.